# Alfa Romeo RM
Alfa Romeo RM – samochód sportowy produkowany przez włoską firmę Alfa Romeo w latach 1923–1925. Wyposażony był on w otwarte nadwozie i składany dach. Samochód był napędzany przez silnik o pojemności 1,9 l. 

## Dane techniczne
- Silnik: R4 1,9 l (1944 cm³)
- Układ zasilania: b.d.
- Średnica × skok tłoka: b.d.
- Stopień sprężania: b.d.
- Moc maksymalna: 40 KM (30 kW)
- Maksymalny moment obrotowy: b.d.
- Prędkość maksymalna: b.d.